# Akky van der Veer
Akky van der Veer (Murmerwoude, 28 juli 1943 - Boksum, 23 juni 2019) was een Nederlandse schrijfster, die in het Fries publiceerde.

## Achtergrond
Van der Veer bracht het grootste deel van haar jeugd in haar geboorteplaats door. Op haar veertiende kreeg ze tbc en werd ze opgenomen in sanatorium Sonnevanck in Harderwijk. Ze heeft daar anderhalf jaar gekuurd, las in die tijd veel en schreef haar eerste (Nederlandstalige) verhaaltjes. Aan de Dokkumer kweekschool volgde ze de opleiding tot onderwijzeres. Daarnaast haalde ze nog de akte Fries MO-A. Haar eerste baan in het onderwijs vond ze in het Drentse dorp Pesse. Enkele jaren later kreeg ze een benoeming aan een school in Sneek. Daar trouwde ze met fotograaf Henk Kuiper (1940–2005), zoon van dominee-schrijver Thys Kuiper. Ze kregen drie kinderen, haar beide zonen Remco en Elmar Kuiper zijn ook als dichters actief. Van der Veer woonde in het Marssumer Aldlân, een gebied tussen Marssum en Deinum.

## Schrijfster
In 1973 debuteerde Van der Veer als schrijfster met de roman Read hier en reinwetter, uitgegeven bij de KFFB (Kristlik Fryske Folksbibleteek). Ze vond het zelf een boek zonder pretenties, dat bedoeld was ter ontspanning. Van der Veer bleek zich niet te beperken tot één bepaalde literaire richting. In 1974 won ze een Rely Jorritsmapriis met het verhaal Pake en in 1977 won ze die nog een keer met Folle lok en seine. Het laatste verhaal heeft dementie als onderwerp. Datzelfde thema komt ook aan de orde in de schets Hjoed is it snein, een van de twee schetsen van de productie Twa froulju die Van der Veer schreef voor toneelgezelschap Tryater (1983/84). De andere schets, met als titel Lytse konfrontaasje, gaat over de confrontatie van een getrouwde vrouw met de vriendin van haar man. Nadat Van der Veer het boek Ik haw in man stellen van Ype Poortinga onder de titel Spul fan wyn en wolken (1984) voor toneel had bewerkt, legde ze zich toe op het schrijven van jeugd- en kinderboeken.
Van der Veers eerste kinderboek, Moai waar op ‘e Lemmer, dat handelt over twee jongens en een circus, kwam uit in 1980. Gaat het daarin vooral om het avontuur, dat is niet het geval met het in 1985 verschenen jeugdboek Swart op wyt, dat handelt over de relatie tussen de zestienjarige Femke en haar moeder Ida. Het boek, opgezet als dagboek van Femke en afgewisseld met flashbacks uit haar kindertijd en met toneelachtige dialogen, beschrijft twaalf dagen uit het leven van deze opgroeiende puber. Het boek behandelt universele thema’s als: wie ben ik, waar kom ik vandaan en waar ga ik naartoe? Van der Veer beschrijft deze ogenschijnlijk "zware" onderwerpen met humor en op een relativerende manier.
In 1986 kreeg Van der Veer voor haar boek Swart op wyt de Simke Kloostermanpriis, een door het Simke Kloostermanleen ingestelde prijs voor Friestalige kinder- en jeugdliteratuur. Twee jaar later kreeg ze internationale erkenning, toen datzelfde boek een eervolle vermelding kreeg van de jury van de Premio Europeo di Letteratura Giovanille, een Italiaanse prijs voor Europese jeugdliteratuur, die wordt georganiseerd door de Universiteit van Padua en de Italiaanse provincie Trente. Onder de titel Zwart op wit kwam het boek in 1988 in een Nederlandse vertaling uit, die een jaar later werd genomineerd voor een Gouden Griffel.
Op verzoek van de Stichting It Fryske Boek schreef Van der Veer in samenwerking met Baukje Wytsma, muzikant Jaap Oosterwijk en illustratrice Laura Tietjens een boek met de titel Disse en Jinge en frou Hilarides. Dit boek, dat gekozen werd tot kinderboekengeschenk in de Friese Boekenweek van 1987, was zo’n groot succes dat ze in de jaren daarna nog twee vervolgdelen lieten verschijnen. Tegelijk maakten Van der Veer, Wytsma en Oosterwijk een theatervoorstelling met dezelfde hoofdpersonen, waarmee ze scholen in de provincie bezochten.
Ter gelegenheid van haar 75-jarig bestaan vroeg het PEB (Provinciaal Electriciteitsbedrijf) twee bekende jeugdboekenschrijvers om een spannend en literair jeugdverhaal te schrijven, een Fries- en een Nederlandstalig. Van der Veer kreeg de opdracht voor het Friese en Jan Terlouw voor het Nederlandse verhaal. In 1991 kwamen de boeken in één band uit, met de titels Koartsluting  en Hoogspanning.
Met de historische roman Grutte wurden sloeg Van der Veer in 1995 een andere literaire weg in. De roman, die speelt in de Romeinse tijd, 14–16 na Christus, vertelt het verhaal van een kleine gemeenschap van boeren en vissers. Een Nederlandse vertaling van het boek kwam een jaar later uit onder de titel Gezworen woorden. In 1997 kreeg ze voor Gezworen woorden tweemaal een eervolle vermelding: bij de uitreiking van de Gouden Zoen en bij de Premio Europeo di Letteratura Giovanille. Onder de titel Die Männer von Midgard verscheen het ook in het Duits.
In 1997 schreef Van der Veer in samenwerking met Berber van der Geest het boek 100 dingen en 1 papegaai – Triedsjes nei it ferline. Dit boek, voortgekomen uit een educatief project van de Centrale Bibliotheek Dienst Fryslân en Tresoar, laat kinderen aan de hand van een voorwerp uit hun familie een verband leggen met hun eigen verleden. In 2004, 1250 jaar na zijn dood, schreef Van der Veer een jeugdboek over Bonifatius en de tijd waarin hij leefde. Van het boek kwam tegelijk een Fries- en een Nederlandstalige versie uit, met de titels Bonifatius en syn tiid/Bonifatius en zijn tijd. Van der Veer houdt zich ook bezig met het vertalen van kinder- en jeugdboeken uit het Nederlands. Ze is de vaste vertaalster van de serie Nijntje-boekjes en vertaalde verder enkele delen van de De Kameleon-reeks in het Fries.
De verhoudingen tussen mensen beschouwt Van der Veer als het belangrijkste onderwerp van haar boeken. Als ze al een boodschap wil overbrengen, dan is die tussen de regels door te lezen. Haar verhalen zijn vaak gekruid met humor, als afwisseling met de soms serieuze problemen waarmee haar hoofdpersonen te maken krijgen.

## Werk
Romans
- 1995 : Grutte wurden (historische roman)
- 2000 : Kuneara (boekenweekgeschenk)

Kinder- en jeugdboeken
- 1973 : Read hier en reinwetter
- 1980 : Moai waar op ’e Lemmer (kinderboek)
- 1985 : Swart op wyt (jeugdboek)
- 1987 : Disse en Jinge en frou Hilarides ( met Baukje Wytsma)
- 1987 : Heechterp (met andere auteurs)
- 1988 : Frou Hilarides en it Museum foar Moderne keunsten
- 1989 : De saak Hilarides (met Baukje Wytsma)
- 1991 : Hoogspanning- Jan Terlouw / Koartsluting- Akky van der Veer
- 1997 : It swurd fan Lytse Pier (met Baukje Wytsma, Actieboek voor kinderen, Sutelaksje)
- 2003 : 100 dingen en 1 papegaai
- 2004 : Bonifatius en syn tiid
- 2008 : Freoneboek mei tsien Fryske gedichten (Actieboek voor kinderen nr. 22)

Vertalingen
- 1988 : Zwart op wit  (Swart op wyt)
- 1996 : Gezworen Woorden (Grutte Wurden)
- 2004 : Bonifatius en zijn tijd (Bonifatius en syn tiid)
- 2005 : Nijntje oan see (Nijntje aan zee)
- 2006 : Fûgel Pyt (Vogel Piet)

Prijzen
- 1974 : Rely Jorritsmapriis (verhaal ‘Pake’)
- 1977 : Rely Jorritsmapriis (verhaal ‘Folle lok en seine’)
- 1986 : Simke Kloostermanpriis foar Swart op wyt
- 1987 : Eervolle vermelding voor Swart op wyt by: Premio Europeo di Letteratura Giovanile
- 1989 : Plaats op de Vlag- en Wimpellijst van Zwart op wit (CPNB)
- 1997 : Eervolle vermelding voor Gezworen Woorden bij de uitreiking van de Gouden Zoen
- 1997 : Eervolle vermelding voor Grutte Wurden by: Premio Europeo di Letteratura Giovanille

- Gemeinsame Normdatei: 1060772175
- International Standard Name Identifier: 0000 0000 3747 2117
- Library of Congress Control Number: n97125224
- Nederlandse Thesaurus van Auteursnamen: 070425736
- Virtual International Authority File: 14063853
- WorldCat: E39PBJjmX6yktXhhQrdybhXWXd